# Xã Riverside, Quận Steele, Bắc Dakota
Xã Riverside (tiếng Anh: Riverside Township) là một xã thuộc quận Steele, tiểu bang Bắc Dakota, Hoa Kỳ. Năm 2010, dân số của xã này là 41 người.